# Иллюминатор

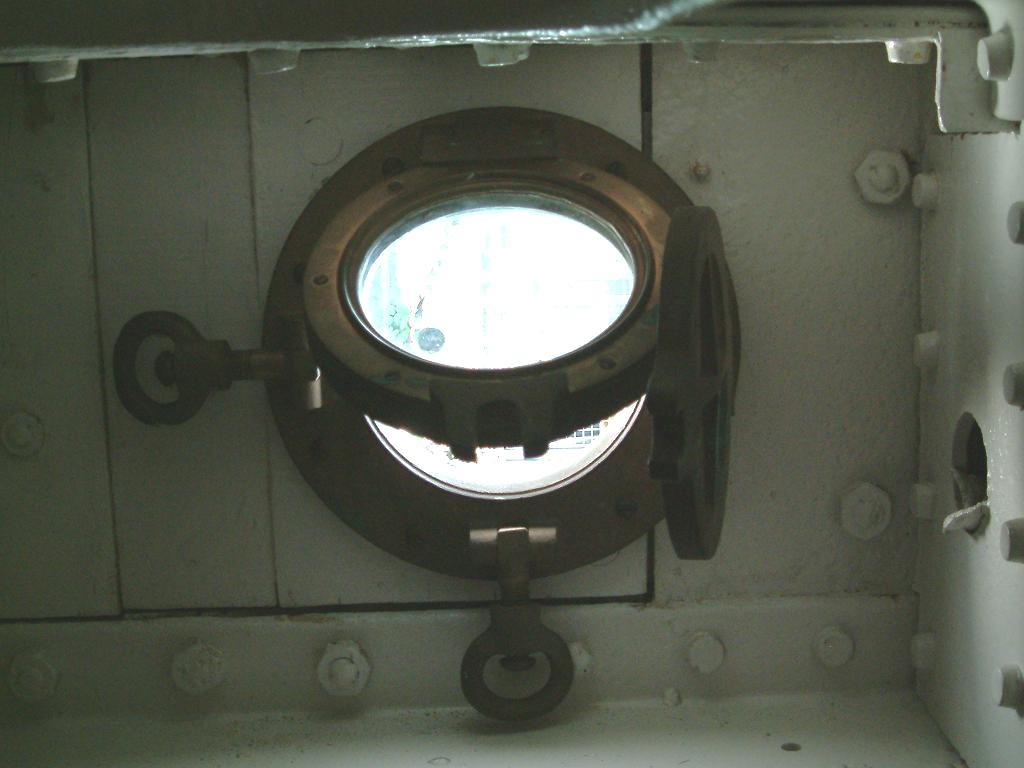
Старинный латунный иллюминатор

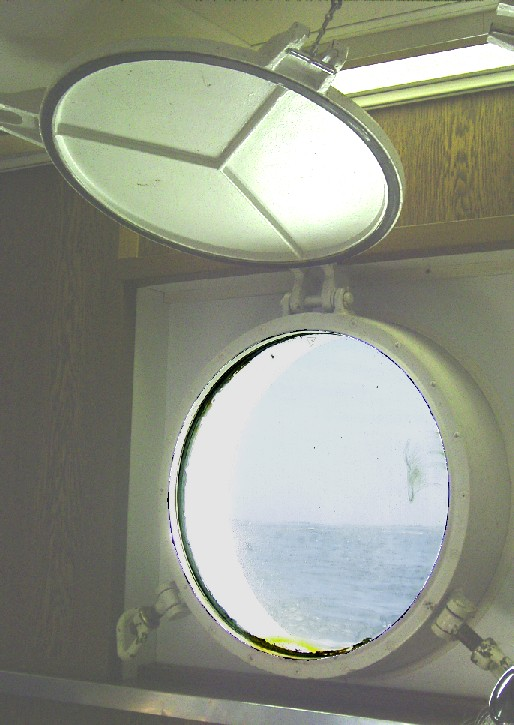
Современный иллюминатор

Иллюмина́тор (лат. illuminator — «осветитель») — круглое или прямоугольное окно в борту корпуса корабля, стене его надстройки или в верхней палубе для доступа света и свежего воздуха во внутренние помещения. «Иллюминаторами» также называют застеклённые, обычно круглые, окна подводных судов и космических аппаратов.
Исторически наиболее распространённая круглая форма иллюминатора вызвана тем, что круглое отверстие меньше ослабляет конструкцию, в которой оно проделано, а также большей технологической простотой изготовления круглых деталей (ранее рамы иллюминаторов изготавливали из литых латунных заготовок обработкой на токарных станках). В настоящее время широко распространены и прямоугольные иллюминаторы. Иллюминатор, как правило, герметичен (водонепроницаем). Для защиты во время сильного волнения иллюминатор часто имеет металлическую штормовую крышку, или на него может крепиться съёмный щиток.
Варианты конструкции корабельного иллюминатора включают:
- открывающиеся и неоткрывающиеся (глухие) иллюминаторы с остеклением
- иллюминаторы с металлической крышкой
- иллюминаторы с круглым стеклом, приводимым во вращение электродвигателем для очистки от воды
- иллюминаторы с подогревом для очистки от снега и льда

## Космические иллюминаторы

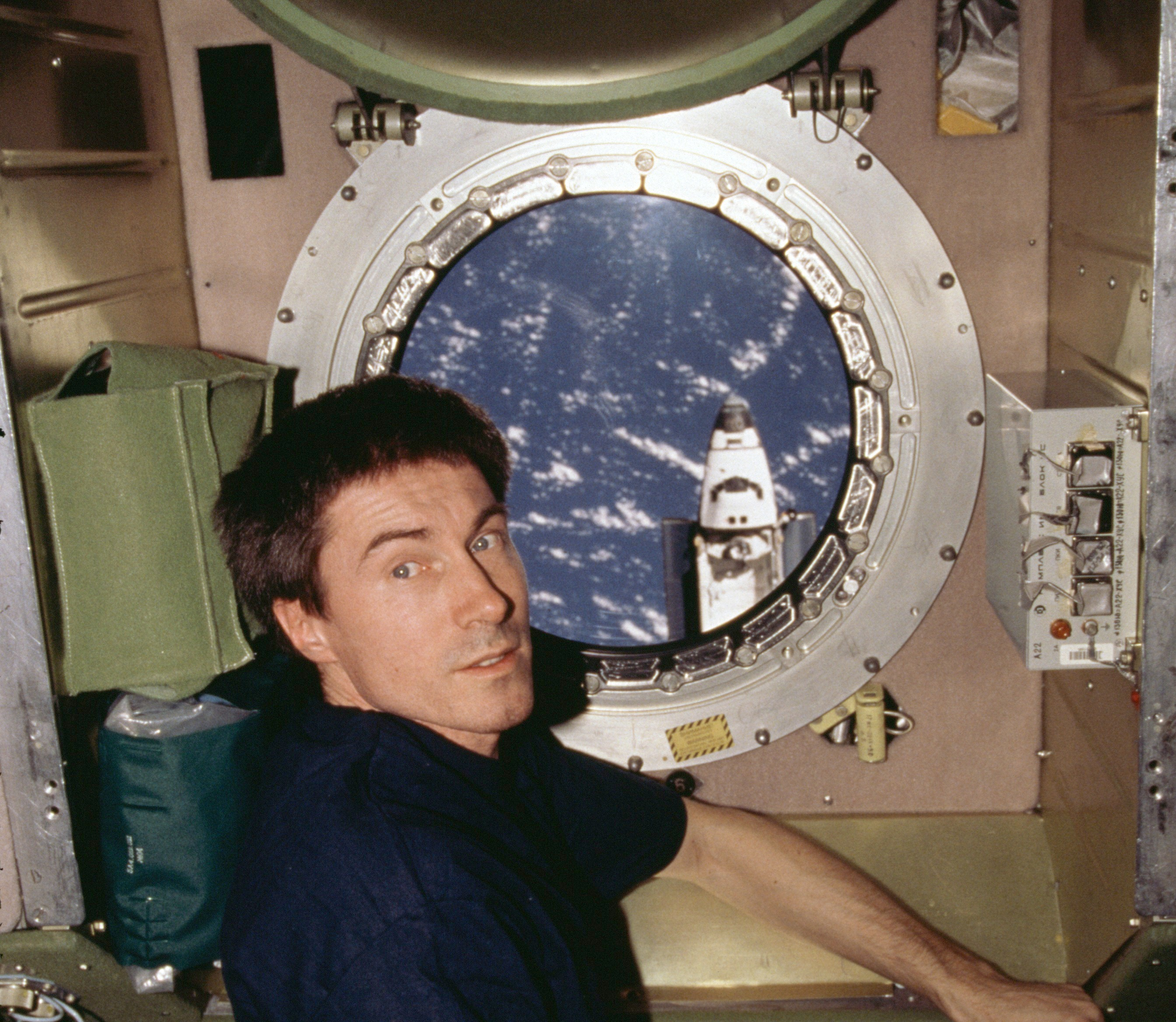
Сергей Крикалёв на фоне иллюминатора модуля «Звезда»

В космонавтике иллюминаторы применяются на орбитальных станциях, космических кораблях и в спускаемых аппаратах.
Изготавливаются они из многослойного стекла, выдерживающего постоянные быстрые перепады температуры в 200 градусов, с уплотнителями из вакуумостойкой резины.
Первые космические иллюминаторы были разработаны обнинским НИИ авиационного стекла Минавиапрома. Три иллюминатора имел уже самый первый пилотируемый космический корабль, гагаринский Восток-1.
Крупнейшим космическим иллюминатором с 2010 года является центральный иллюминатор созданного в Италии модуля «Купол» американского сегмента МКС. Он изготовлен из кварцевого стекла толщиной 10 см, и имеет диаметр 80 см. Ещё более крупный иллюминатор может появиться в планируемом сегменте Аксиом.